# Gustav Friedrich Hartlaub
Gustav Friedrich Hartlaub (Brême, 12 mars 1884 - Heidelberg, 30 avril 1963) est un historien d'art allemand qui fut à partir de 1921 directeur de la Kunsthalle de Mannheim et qui organisa la première exposition rassemblant les peintres de la Nouvelle Objectivité. Il étudia en particulier la relation entre l'art, la magie et l'occultisme.

## Biographie
Il obtint un doctorat de philosophie à l'université de Heidelberg.
De 1921 à 1933, il est directeur de la Kunsthalle de Mannheim.
Ayant remarqué une certaine tendance au réalisme dans la peinture allemande qui se démarque de l'Expressionnisme, Gustav Friedrich Hartlaub souhaite organiser une exposition d'envergure nationale rassemblant ces artistes. En 1923, il envoie une circulaire aux artistes, marchands d'art et musées, présentant pour l'automne de la même année une exposition de la nouvelle peinture figurative. Mais à cause de problèmes liés à l'occupation allemande, l'exposition est repoussée et n'aura lieu qu'en 1925. Lors de cette célèbre exposition de Mannheim intitulée « Neue Sachlichkeit » (Nouvelle Objectivité), 124 œuvres sont exposées ; tous les courants de la Nouvelle Objectivité sont représentés mais l'aile droite Néoclassique domine par rapport à l'aile gauche Vériste. L'exposition voyagera à Saxe et Thuringe où elle connaîtra un éclatant succès.
À partir de 1946 jusqu'à sa mort, il enseigne l'histoire de l'art à l'université d'Heidelberg.
Il est inhumé au Neue Friedhof in Schlierbach à Heidelberg.